# Tubulipora soluta
Tubulipora soluta är en mossdjursart som beskrevs av Arnold Girard Kluge 1946. Tubulipora soluta ingår i släktet Tubulipora och familjen Tubuliporidae. Inga underarter finns listade i Catalogue of Life.